# Aude Billard
Pour les articles homonymes, voir Billard (homonymie).
 (mai 2024).
Aude Billard, née le 6 août 1971 à Lausanne, est une physicienne suisse travaillant dans les domaines de l'apprentissage automatique et des interactions humain-robot.
Elle est professeur ordinaire à la Faculté d'ingénierie de l'École polytechnique fédérale de Lausanne (EPFL) depuis 2014. Ses recherches se concentrent sur l'application de l'apprentissage automatique dans le soutien à l'apprentissage des robots par le biais du guidage humain.
Ses travaux sur les interactions homme-robot ont été reconnus à plusieurs reprises par l'Institute of Electrical and Electronics Engineers (IEEE) et elle occupe actuellement un poste de direction au sein du comité exécutif de l' IEEE Robotics and Automation Society (RAS) en tant que vice-présidente de la publication.

## Biographie
Aude Billard est née à Lausanne, en Suisse, le 6 août 1971.

### Études
Elle obtient un bachelor en physique à l'École polytechnique fédérale de Lausanne (EPFL) en 1994, puis un master en physique dans la même école en 1995. Durant ses années à l'EPFL, elle se spécialise en physique des particules et mène des recherches au Centre européen pour la recherche nucléaire (CERN).
Elle retourne ensuite en Suisse pour poursuivre ses études postdoctorales à l'EPFL et au Swiss Artificial Intelligence Lab (IDSIA) jusqu'en 1999.

#### Apprentissage imitatif des robots sociaux
Au cours de sa maîtrise à l'université d'Édimbourg, Billard apprend à construire des systèmes basés sur la connaissance, c'est-à-dire des programmes informatiques construits sur des concepts et des affirmations logiques fondamentales issues du monde réel, mais avec la capacité d'effectuer des inférences et de dériver de nouvelles connaissances grâce à des systèmes de raisonnement. Son mémoire de maîtrise, intitulé Allo Kazam, est-ce que tu me suis ? ou Apprendre à parler par imitation pour les robots sociaux a pour objectif de construire un système capable de développer les capacités de communication. Aude Billard développe un système capable d’apprendre un langage syntaxique simple et utilise deux robots mobiles et autonomes, prenant respectivement le rôle d'enseignant et d'étudiant, pour mettre en œuvre l’architecture. En mettant l'accent sur la simplicité et la généralisabilité[Quoi ?], Billard garantit que ni les spécificités de l'environnement ni l'agent robotique en particulier n'étaient dans la pratique nécessaires au succès de l'architecture.
Au cours de ses études supérieures, Billard continue à utiliser la configuration enseignant-étudiant pour développer des robots dotés de capacités de communication sociale. Elle teste sa nouvelle architecture d'apprentissage et découvre que l'apprentissage par imitation peut être réalisé avec des calculs simples et un système de photodétection entre l'enseignant et l'apprenant afin de transmettre des informations sur le mouvement. Cependant, elle mentionne dans sa thèse qu'il existe encore des limites aux capacités d'apprentissage lorsque le seul moyen d'apprendre est l'imitation. Elle suggère que l'apprentissage social pourrait être amélioré grâce à des mécanismes cognitifs plus complexes permettant à un robot d'associer un résultat à un événement ultérieur plutôt qu'à des événements sensoriels simultanés.[réf. nécessaire]

#### Dynamique - Récurrent - Associatif - Mémoire - Architecture
Dans sa thèse de troisième cycle, Billard décrit son travail de mise en œuvre de l'apprentissage par imitation dans des robots autonomes en appliquant son modèle connexionniste innovant conçu pour l'apprentissage des robots, appelé DRAMA (Dynamique – Récurrent – Associatif – Mémoire – Architecture). Pour développer DRAMA, Billard utilise un cadre anti-objectiviste, distinguant les compétences cognitives et comportementales. Ce cadre garantit que le comportement d'un robot prend en compte ses interactions précédentes, puisque les comportements sont exécutés en relation avec l'environnement social dans lequel le robot existe. Le cadre prend également en compte l'état interne du robot, essentiellement les calculs représentant les actions du robot. Elle utilise ce modèle dans divers scénarios dans lesquels un humain ou un robot joue le rôle de l'instructeur et apprend à un élève robot à construire des représentations symboliques du monde, à apprendre un proto-langage synthétique ou à effectuer des mouvements d'imitation spécifiques.
Au cours de son bref travail postdoctoral à l'EPFL, Billard propose un cadre théorique pour comprendre les systèmes de communication multi-robots. Elle modélise de manière probabiliste un système multi-robot et a découvert que son modèle était capable de prédire avec précision la capacité du système à traiter des informations environnementales dynamiques et de l'appliquer à la communication et à l'apprentissage de tâches entre d'autres robots.

### Carrière
En 1999, Billard est nommée chercheuse associée au département d'informatique de l'université de Californie du Sud. L'année suivante, elle est promue professeure adjointe de recherche, titre qu'elle occupe jusqu'en 2002. Elle est ensuite nommée professeure adjointe à l'USC ainsi que professeure assistante à la Faculté d'ingénierie de l'EPFL. Tout en conservant son poste de professeure adjointe à l'USC, Billard a été régulièrement promue à l'EPFL. En 2005, elle est nommée professeure associée titulaire[réf. nécessaire], puis en 2014 elle devient professeure ordinaire à la Faculté d'ingénierie de l'EPFL.
Ses recherches et travaux en laboratoire se sont concentrés sur l’utilisation de l’apprentissage automatique pour contrôler et concevoir des systèmes robotiques destinés à interagir avec les humains. Elle dirige depuis 2003 le Laboratoire d'algorithmes et systèmes d'apprentissage LASA). Les principales facettes de la recherche effectuée actuellement par son laboratoire sont : l’interaction homme-robot, l’apprentissage automatique et ses applications en robotique, le contrôle adaptatif rapide, les manipulations et la préhension adroites. Ainsi, et par exemple, son laboratoire a programmé un bras articulé capable d'attraper une raquette de tennis lancée dans sa direction, ou d'utiliser une catapulte. De plus, le laboratoire s'intéresse aux neurosciences computationnelles et à la modélisation cognitive, dont une des applications est la neuroprosthétique et l'interface cerveau-machine. Toutes leurs recherches visent à développer des systèmes robotiques capables de s’adapter aux changements rapides, d’interagir avec les humains et les autres robots de manière humaniste, et d’apprendre des enseignants et de leurs expériences antérieures.
Elle est l'un des cinq protagonistes principaux du documentaire Cinq Nouvelles du cerveau de Jean-Stéphane Bron.

#### Parcours politique
Elle est membre du Parti socialiste et siège d'août 2016 à 2021 au Conseil communal de Lausanne.
Elle accède en 2022 au Grand Conseil à la suite de l'élection de Rebecca Ruiz au Conseil d'État.

### Prises de position
En octobre 2021, elle souligne les avantages et les risques associés à l'intelligence artificielle. D'une part, elle soutient que celle-ci peut aider l'humain dans ses prises de décision, en lui fournissant une meilleure information - par exemple, en suggérant au consommateur des produits adaptés à ses besoins. D'autre part, il y a selon elle un risque que certaines activités professionnelles soient graduellement et partiellement remplacées par des technologies intégrant l'intelligence artificielle. Pour contrecarrer ce phénomène, elle propose une négociation entre employeur et employés visant à convertir le surcroît de productivité lié à l'automatisation en temps libre pour l'employé, tout en maintenant un salaire égal. Cependant, la substitution rapide et totale de l'humain par la machine est selon elle un fantasme.

### Vie privée
Elle est mère de trois enfants.

## Prix et bourses
- 2017 : Bourse du Conseil Européen de la Recherche[13]
- 2016 : Nommée membre de la SATW, Académie suisse des sciences techniques[réf. nécessaire]
- 2015 : Prix King-Sun Fu, délivré par l'IEEE Robotics and Automation Society[réf. nécessaire]
- 2013 : Prix du meilleur critique pour l'IEEE Robotics and Automation Society[réf. nécessaire]
- 2012 : Prix du meilleur article sur la robotique cognitive, de la Conférence internationale sur la robotique et l'automatisation[réf. nécessaire]
- 2011 : Prix JTSC du meilleur article sur la nouvelle technologie, de la Conférence internationale de l'IEEE sur les Systèmes intelligents et robotiques[réf. nécessaire]
- 2004 : Prix du meilleur article, Atelier sur l'accès universel et les technologies d'assistance[réf. nécessaire]
- 2003 : Prix du jeune exceptionnel en science et innovation, Junior Chamber International Switzerland[réf. nécessaire]
- 2002 : SNF Professeur Boursier, Prix du Fonds national suisse[réf. nécessaire]
- 2001 : Bourse de l'enseignement innovant, Intel Corporation[réf. nécessaire]
- 1999 : Bourse de recherche, Medicus Foundation, New York, États-Unis[réf. nécessaire]
- 1996-1997 : Bourse du Fonds national suisse[réf. nécessaire]

## Publications
- (en) Aude Billard, DRAMA, a connectionist model for robot learning: experiments on grounding communication through imitation in autonomous robots, Edimbourg, University of Edinburgh, 1999, 302 p. (lire en ligne)

- Kerstin Dautenhahn et Aude Billard, Bringing up robots or—the psychology of socially intelligent robots: from theory to implementation. In Proceedings of the third annual conference on Autonomous Agents (AGENTS ’99), New York, Association for Computing Machinery, 1999 (DOI 10.1145/301136.301237), p. 366-367
- Aude Billard et Maja J. Matarić, A biologically inspired robotic model for learning by imitation. In Proceedings of the fourth international conference on Autonomous agents (AGENTS ’00), New York, Association for Computing Machinery, 2000 (DOI 10.1145/336595.337544), p. 373-380
- Sylvain Calinon et Aude Billard, Recognition and reproduction of gestures using a probabilistic framework combining PCA, ICA and HMM. In Proceedings of the 22nd international conference on Machine learning (ICML ’05), New York, Association for Computing Machinery, 2005 (DOI 10.1145/1102351.1102365), p. 105-112
- Sylvain Calinon et Aude Billard, Incremental learning of gestures by imitation in a humanoid robot. In Proceedings of the ACM/IEEE international conference on Human-robot interaction (HRI ’07), New York, Association for Computing Machinery, 2007 (DOI 10.1145/1228716.1228751), p. 255-262
- Elena Gribovskaya et Aude Billard, Combining dynamical systems control and programming by demonstration for teaching discrete bimanual coordination tasks to a humanoid robot. In Proceedings of the 3rd ACM/IEEE international conference on Human robot interaction (HRI ’08), New York, Association for Computing Machinery, 2008 (DOI 10.1145/1349822.1349828), p. 33-40
- Eric Sauser, Brenna Argall et Aude Billard, The life of icub, a little humanoid robot learning from humans through tactile sensing. In Proceedings of the 6th international conference on Human-robot interaction (HRI ’11), New York, Association for Computing Machinery, 2011 (DOI 10.1145/1957656.1957798), p. 393-394
- Daniel H. Grollman et Aude G. Billard, Learning from failure: extended abstract. In Proceedings of the 6th international conference on Human-robot interaction (HRI ’11), New York, Association for Computing Machinery, 2011 (DOI 10.1145/1957656.1957703), p. 145-146
- Iason Batzianoulis, Sahar El-Khoury, Silvestro Micera et Aude Billard, EMG-Based Analysis of the Upper Limb Motion. In Proceedings of the Tenth Annual ACM/IEEE International Conference on Human-Robot Interaction Extended Abstracts (HRI’15 Extended Abstracts), New York, Association for Computing Machinery, 2015 (DOI 10.1145/2701973.2701997), p. 49-50
- Ana-Lucia Pais Ureche et Aude Billard, Learning Bimanual Coordinated Tasks From Human Demonstrations. In Proceedings of the Tenth Annual ACM/IEEE International Conference on Human-Robot Interaction Extended Abstracts (HRI’15 Extended Abstracts), New York, Association for Computing Machinery, 2015 (DOI 10.1145/2701973.2702007), p. 141-142
- Nadia Figueroa, Ana Lucia Pais Ureche et Aude Billard, Learning Complex Sequential Tasks from Demonstration: A Pizza Dough Rolling Case Study. In The Eleventh ACM/IEEE International Conference on Human Robot Interaction (HRI ’16), IEEE Press, 2016, p. 611-612
- Aude Gemma Billard, Towards Reproducing Humans? Exquisite Dexterity and Reactivity. In The Eleventh ACM/IEEE International Conference on Human Robot Interaction (HRI ’16), IEEE Press, 2016, p. 99